# Nukuʻalofa
Nukuʻalofa a Tongai Királyság fővárosa. Lakosainak száma 23 221 fő (2016).

## Fekvése
Az ország Polinézia nyugati szélén, egy észak-déli irányú, majdnem 350 kilométer hosszú tenger alatti hátságnak a Csendes-óceán színéig emelkedő csúcsaiból, mintegy 150 apró szigetből áll.

## Leírása
A tongai főváros Nuku'alofa magyar jelentése: a szeretet lakóhelye.
A várost az 1840-es években I. Topou György király alapította. A város máig megmaradt egyszerű, jobbára földszintes házakból álló, csaknem falusias településnek.
Az óceán partján futó autóúttal párhuzamos és rá merőleges utcái nyílegyenesek, a fontosabbak folytatása behálózza az egész szigetet. A központ a mólókkal védett kikötő. Mellette található a parlament, a kincstár, néhány kormányépület. A "kopra-hivatal" és a "banán-hivatal" épületei a kikötő öblére néznek (a szigetek fő terméke a kopra és a banán.)
Nyugaton, már a kikötőn túl, az üde zöld fáktól körülvett királyi palotát találjuk. Igen dús a növényzet a dél felé elterülő, szellős lakónegyedekben is.
A város legmagasabb, legrégebbi épülete egy 19. század eleji piros tetejű, szögletes tornyú, keskeny ablakos metodista templom.
A túlnyomórészt őshonos lakók elsősorban a mezőgazdasággal és halászattal keresik kenyerüket. Az ipart egy törpe áramfejlesztő képviseli. Az utcai árusok banánt, édesburgonyát, ananászt kínálnak a szívesen látott turistáknak, akik Új-Zéland felől hajón Nukuʻalofa kikötőjébe, a Fidzsi-szigetek és Nyugat-Szamoa felől pedig a sziget túlsó oldalán épített Fuaʻamotu repülőtérre érkeznek.

## Földrajza

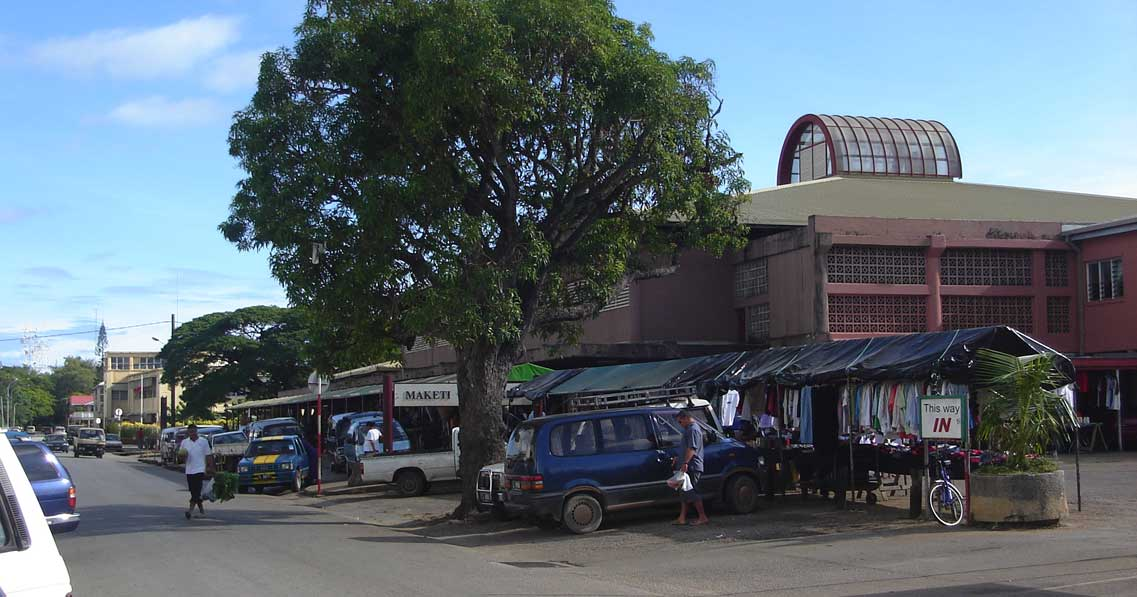
A Talamahu piac Nukuʻalofában

Nukuʻalofa egy nagyobb déli sziget, Tongatapu északi partján, a sziget közepén levő lagúna és az óceán közti lapos földnyelven épült.

### Éghajlata
Éghajlatát a környező óceán és a hűsítő délkeleti passzátszél teszi még kellemesebbé, egyenletesebbé.
A hőmérséklet napi és évi ingadozása csekély, az évi középhőmérséklet 23 Celsius-fok. Az átlag évi 1721 mm csapadék aránylag egyenes eloszlású, a májustól októberig tartó téli hónapok valamivel szárazabbak.
| Hónap                         | Jan. | Feb. | Már. | Ápr. | Máj. | Jún. | Júl. | Aug. | Szep. | Okt. | Nov. | Dec. | Év   |
| ----------------------------- | ---- | ---- | ---- | ---- | ---- | ---- | ---- | ---- | ----- | ---- | ---- | ---- | ---- |
| Rekord max. hőmérséklet (°C)  | 32,0 | 32,0 | 31,0 | 30,0 | 30,0 | 28,0 | 28,0 | 28,0 | 28,0  | 29,0 | 30,0 | 31,0 | 32,0 |
| Átlagos max. hőmérséklet (°C) | 29,4 | 29,9 | 29,6 | 28,5 | 26,8 | 25,8 | 24,9 | 24,8 | 25,3  | 26,4 | 27,6 | 28,7 | 27,3 |
| Átlaghőmérséklet (°C)         | 26,4 | 26,8 | 26,6 | 25,3 | 23,6 | 22,7 | 21,5 | 21,5 | 22,0  | 23,0 | 24,4 | 25,6 | 24,1 |
| Átlagos min. hőmérséklet (°C) | 23,4 | 23,7 | 23,6 | 22,1 | 20,3 | 19,5 | 18,1 | 18,2 | 18,6  | 19,7 | 21,1 | 22,5 | 20,9 |
| Rekord min. hőmérséklet (°C)  | 16,0 | 17,0 | 15,0 | 15,0 | 13,0 | 11,0 | 10,0 | 11,0 | 11,0  | 12,0 | 13,0 | 16,0 | 10,0 |
| Átl. csapadékmennyiség (mm)   | 174  | 210  | 206  | 165  | 111  | 95   | 95   | 117  | 122   | 128  | 123  | 175  | 1721 |
| Átl. páratartalom (%)         | 77   | 78   | 79   | 76   | 78   | 77   | 75   | 75   | 74    | 74   | 73   | 75   | 76   |
| Forrás: Weatherbase           |      |      |      |      |      |      |      |      |       |      |      |      |      |